# Những chuyện kể của Beedle Người Hát Rong
Những chuyện kể của Beedle Người Hát Rong (tựa gốc: The Tales of Beedle the Bard) là một cuốn sách gồm những câu chuyện kể dành cho trẻ em của nữ nhà văn người Anh J. K. Rowling. Nó ngụ ý đến một cuốn truyện cổ tích cùng tên đã được đề cập trong cuốn Harry Potter và Bảo bối Tử thần, cuốn cuối cùng trong bộ truyện Harry Potter.
Cuốn sách này nguyên thủy được viết ra dưới dạng một phiên bản có giới hạn gồm bảy bản, mỗi cuốn đều do J. K. Rowling viết tay và minh họa. Một cuốn trong số đó đã được đem ra bán đấu giá vào cuối năm 2007 và được kỳ vọng sẽ bán được với giá khoảng 50.000 £; cuối cùng nó được Amazon.com mua với giá lên đến 1,95 triệu £, trở thành giá bán cao nhất từ trước tới nay cho một tác phẩm viết tay hiện đại được đem ra đấu giá. Số tiền thu được tại cuộc đấu giá cuốn sách được hiến cho chiến dịch gây quỹ The Children's Voice.
Quyển sách này được xuất bản rộng rãi vào ngày 4 tháng 12 năm 2008, với toàn bộ lợi nhuận được hiến cho Children's High Level Group. Tại Việt Nam, cuốn sách đã được Nhà xuất bản Trẻ mua bản quyền và phát hành vào lễ Giáng sinh năm 2008. Dịch giả của cuốn này là Lý Lan, dịch giả chính của tất cả bảy cuốn Harry Potter bằng tiếng Việt.

## Trong bộ truyệnHarry Potter

Biểu tượng Bảo bối Tử thần, do Hermione Granger tìm thấy được vẽ phía trên câu chuyện "Chuyện kể về ba anh em".

Những chuyện kể của Beedle Người Hát Rong lần đầu tiên xuất hiện với vai trò là một cuốn truyện cổ tích trong cuốn Harry Potter và Bảo bối Tử thần, cuốn thứ bảy và cũng là cuốn cuối cùng của bộ truyện Harry Potter của J. K. Rowling, phát hành vào năm 2007. Cuốn sách này được Cụ Albus Dumbledore, hiệu trưởng Trường Phù thủy và Pháp sư Hogwarts, để lại cho Hermione Granger trong bản di chúc của mình. Nó được mô tả là một tập truyện cổ tích phổ biến dành cho trẻ em phù thủy, do đó tuy Ron Weasley đã quen thuộc với các câu chuyện này, thì Harry Potter và Hermione Granger chưa từng được nghe về chúng do họ được nuôi dưỡng trong những gia đình không có pháp thuật.
Cuốn sách mà Hermione nhận được theo di chúc của cụ Dumbledore là một bản nguyên thủy của quyển truyện. Nó được tả là một cuốn sách nhỏ trông cổ lỗ sĩ và bìa thì "bị bẩn và bong tróc ở vài chỗ". Truyện Harry Potter còn kể rằng cuốn sách có một dòng chữ trên bìa, khắc bằng các kiểu chữ runes.
Cuốn sách được dùng làm phương tiện để giới thiệu về Bảo bối Tử thần. Phía trên câu chuyện "Chuyện kể về ba anh em", Hermione Granger tìm thấy một biểu tượng lạ, sau đó được ông Xenophilius Lovegood chỉ ra đó chính là biểu tượng của Bảo bối Tử thần. Hình tam giác trong biểu tượng đại diện cho Áo khoác Tàng hình, vòng tròn bên trong tam giác đại diện cho Viên đá phù thủy, và đường thẳng đứng đại diện cho Cây đũa phép Cơm nguội.
Ba thứ này cũng được nhắc lại trong cuốn truyện (xem ở dưới), và được cho là thuộc về Anh em nhà Peverell, sau này được khám phá ra chính là tổ tiên của Harry Potter. Đến cuối truyện, Albus Dumbledore cũng xác nhận mối liên hệ giữa Harry và nhà Peverell, và cho rằng ba người anh em này thực ra chính là những người tạo ra các Bảo bối.
Lời giới thiệu (do Rowling viết) trong bản phát hành tháng 12 năm 2008 có nhắc đến nhân vật giả tưởng Beedle Người Hát Rong sinh ra tại Yorkshire, sống vào thế kỷ 15, và "có bộ râu cực kỳ rậm rạp".

## Lịch sử xuất bản
Rowling bắt đầu viết cuốn sách ngay sau khi hoàn thành cuốn Harry Potter thứ bảy. Trong một cuộc phỏng vấn với người hâm mộ, bà nói rằng bà đã dùng những cuốn sách khác để làm nguồn ý tưởng cho những câu chuyện kể. Cụ thể hơn, "Câu chuyện kể về ba anh em", câu chuyện duy nhất đã được đưa vào toàn bộ trong cuốn Bảo bối tử thần, lấy cảm hứng từ cuốn "The Pardoner's Tale" trong loạt Truyện cổ Canterbury của Geoffrey Chaucer.

### Bản thủ công
Nguyên thủy, Những chuyện kể của Beedle Người Hát Rong chỉ được tạo ra với một số lượng hạn chế là bảy cuốn được làm thủ công, tất cả đều do chính tác giả viết và minh họa. Những cuốn này được đóng bằng da dê thuộc nâu, và được trang trí bằng những hoa văn bằng bạc được khắc bằng tay và được gắn những viên đá loại vừa do hãng làm bạc và đá quý Hamilton & Inches tại Edinburgh thực hiện. Mỗi mảnh bạc tượng trưng cho từng câu chuyện trong cuốn sách. Rowling cũng yêu cầu mỗi một cuốn trong bảy cuốn này phải được tô điểm bằng một loại đá loại vừa khác nhau.
Sáu trong số bảy cuốn thuộc bản thủ công này được Rowling dành tặng cho sáu người quan trọng nhất tham gia vào bộ truyện Harry Potter. Những người nhận cuốn sách ban đầu không được tiết lộ. Về sau, hai trong số những người này đã lộ diện. Một là Barry Cunningham, tổng biên tập đầu tiên của Rowling. Người còn lại là Arthur A. Levine, tổng biên tập Scholastic, nhà xuất bản tại Mỹ cho bộ truyện Harry Potter. Cunningham và Levine đã cho mượn những cuốn sách của mình để triển lãm nhân dịp ra mắt Beedle Người Hát Rong vào tháng 12 năm 2008.
Rowling cũng quyết định làm một bản viết tay thứ bảy (khác biệt với những cuốn còn lại là được đính một viên đá Mặt Trăng) để bán đấu giá gây quỹ cho chiến dịch quyên góp The Children's Voice.
Ý tưởng này đến với tôi vì tôi muốn cảm ơn sáu nhân vật chủ chốt có liên quan rất mật thiết đến bộ truyện 'Harry Potter', và những người này là những người mà đối với họ một miếng nữ trang vẫn chưa xứng đáng. Do đó tôi đã nảy ra ý tưởng viết tặng họ một cuốn sách, một cuốn sách được viết tay và do chính mình minh họa, chỉ để dành cho sáu người. Và rồi, nếu tôi đang làm sáu thì tôi sẽ phải làm cho đủ bảy, đó là nguyên nhân ra đời cuốn thứ bảy, một nguyên nhân do cảm xúc chi phối.— J. K. Rowling

### Đấu giá
"Phiên bản Đá Mặt Trăng" có 157 trang của cuốn sách được đem trưng bày trước khi bắt đầu đấu giá vào ngày 26 tháng 11 tại New York và vào 9 tháng 12 tại Luân Đôn. Quyển sách này được đấu giá vào ngày 13 tháng 12 năm 2007, tại nhà Sotheby ở Luân Đôn. Giá khởi điểm là 30.000 £, ban đầu dự tính sẽ bán với giá khoảng 50.000 £. Giá kết thúc vượt xa so với mọi dự đoán trước đó, cuốn sách cuối cùng được một đại diện đến từ nhà buôn mỹ thuật Hazlitt Gooden and Fox tại Luân Đôn đại diện cho Amazon mua, với tổng trị giá 1,95 triệu £. Đây là giá mua cao nhất đối với một bản thảo văn học hiện đại vào lúc đó. Số tiền kiếm được tại cuộc đấu giá sau đó được Rowling hiến tặng cho chiến dịch gây quỹ The Children's Voice.
Sotheby đã in một ca-ta-lô quảng bá gồm 48 trang cho cuộc đấu giá. Cuốn ca-ta-lô cho thấy những minh họa trong cuốn sách, cũng như những lời bình luận của J. K. Rowling trong Những chuyện kể của Beedle Người Hát Rong. Cuốn ca-ta-lô được bán như tác phẩm sưu tầm, và số tiền từ việc bán nó cũng được hiến cho The Children's Voice.

### Phiên bản cho công chúng
Vào ngày 31 tháng 7 năm 2008, người ta đã thông báo sẽ phát hành cuốn Những chuyện kể của Beedle Người Hát Rong cho công chúng, ở cả dạng tiêu chuẩn và dạng sưu tầm. Cuốn sách được Children's High Level Group xuất bản và do Bloomsbury, Scholastic, và Amazon.com in và phân phối. Đây là quyết định được đưa ra sau khi các fan Harry Potter tỏ ra thất vọng vì cuốn này ban đầu được thông báo sẽ không phát hành cho công chúng.
Tương tự như Sinh vật huyền bí và nơi tìm ra chúng và Quidditch qua các thời đại (hai cuốn truyện ngắn khác cũng được đề cập đến trong Harry Potter và cũng đã được in) những bản tiêu chuẩn và sưu tập của Những chuyện kể của Beedle Người Hát Rong cũng có những lời bình luận và chú thích của cụ Albus Dumbledore, hiệu trưởng trường Hogwarts và là một trong những nhân vật chính của bộ truyện. Phiên bản tiêu chuẩn còn có các minh họa được lấy lại từ bản viết tay vào tháng 12 năm 2007, và phần giới thiệu của tác giả. Bản hạn chế dành cho nhà sưu tập có thêm mười minh họa của J. K. Rowling không có trong bản tiêu chuẩn hay bản thủ công gốc, cũng như một bản in lại lời giới thiệu viết tay của J. K. Rowling, cùng nhiều thứ lặt vặt khác như bản sao các viên đá quý và một dải băng màu lục bảo.
Quyển sách này ra mắt vào ngày 4 tháng 12 năm 2008, do Bloomsbury xuất bản tại Vương quốc Anh và Canada, còn Scholastic xuất bản phiên bản Hoa Kỳ, phiên bản đặc biệt dành cho nhà sưu tập do Amazon bán tại cả ba nước. Phiên bản hạn chế được bán lẻ với giá 50 £ (100 đô la), và in khoảng 100.000 cuốn. Quyển sách đã được dịch thành 28 thứ tiếng. Lợi nhuận từ việc bán sách đều được trao cho Children's High Level Group, và hãng này dự kiến sẽ quyên được khoảng 4 triệu bảng Anh (7,6 triệu đô la Mỹ).

## Tóm tắt

### Tổng quan
Rowling viết năm câu chuyện cho cuốn sách. Có một chuyện, "Trái tim lông xù của chàng chiến tướng" (The Warlock's Hairy Heart), là không được đề cập đến trong Harry Potter và Bảo bối Tử thần; ba chuyện khác, "Cậu phù thủy và cái Nồi Tưng tưng" (The Wizard and the Hopping Pot), "Nguồn Suối Vạn Hạnh" (The Fountain of Fair Fortune), và "Thỏ Lách chách và gốc cây Khanh khách" (Babbitty Rabbitty and her Cackling Stump), có được lướt qua. "Chuyện kể về ba anh em" là chuyện duy nhất được đưa trọn vẹn vào cuốn Bảo bối Tử thần.

### "Cậu phù thủy và cái Nồi Tưng tưng"
Câu chuyện kể về gia tài của một ông già, với sự rộng lượng của mình, sử dụng chiếc vạc của mình để nấu những thứ cao đơn hoàn tán và bùa chú để giúp người khác khi họ cần ông giúp đỡ. Trước khi chết đi, ông để lại tất cả mọi thứ của ông cho cậu con trai độc nhất, người không có được phẩm chất như cha cậu ta. Sau khi cha chết, cậu con trai tìm thấy cái vạc và một chiếc dép bên trong cùng lời nhắn của cha rằng, "Rất mong con sẽ không bao giờ cần đến nó, con à".
Bực mình vì chẳng được để lại thứ gì ngoài chiếc vạc, cậu con trai từ chối tất cả những người đến cầu xin cậu giúp đỡ. Mỗi lần cậu làm vậy, cái vạc lại mắc phải những triệu chứng của những người đến cầu xin. Việc này tiếp tục diễn ra cho đến cậu con trai chịu thua và giúp đỡ mọi người trong làng. Khi cậu làm vậy, cái vạc trở nên sạch sẽ và nó phun ra chiếc dép kỳ bí — chiếc dép này vừa vặn với cái chân duy nhất của chiếc vạc, và cả người cùng vạc bước đi với nhau trong hoàng hôn.

### "Nguồn Suối Vạn Hạnh"
Trong câu chuyện này, có một nguồn suối mà tại đó cứ mỗi năm một lần, sẽ có một người được tắm trong nước suối để hưởng hạnh phúc đời đời. Đó là lý do để ba cô phù thủy gặp nhau. Cô phù thủy đầu tiên có tên là Asha, điêu đứng vì bệnh tật. Cô thứ hai, Altheda, nghèo khổ và không còn quyền phép vì bị cướp. Cô thứ ba, Amata, quẫn trí sau khi bị người cô yêu nhất ruồng rẫy. Ba cô phù thủy quyết định cố gắng lên Nguồn cùng nhau, nhưng trên đường, có thêm một chàng hiệp sĩ gia nhập nhóm.
Trên đường đến nguồn suối, họ phải đối mặt với ba thử thách. Thử thách thứ nhất là một con sâu khổng lồ đòi "bằng chứng nỗi đau của các người". Thử thách thứ hai, một cái dốc mà họ phải nộp "thành tựu lao động". Thử thách thứ ba, vượt qua một con suối, bắt họ phải trả bằng "kho báu quá khứ". Amata vượt qua được thử thách này bằng cách dùng pháp thuật rút trí nhớ của mình về người tình của cô và ném nó vào nước.
Tại nguồn suối, Asha gục ngã vì kiệt sức. Để cứu cô, Altheda đã chế ra một liều thuốc sinh lực để chữa khỏi bệnh cho Asha khiến Asha không còn cần đến nguồn suối nữa. Altheda nhận ra rằng tài năng của cô sẽ là phương tiện để cô làm ra tiền, do đó cô cũng không còn cần đến nguồn suối nữa. Cô phù thủy thứ ba nhận ra rằng rửa sạch sự nuối tiếc dành cho người tình cũ cũng khiến cô không cần đến nguồn suối nữa. Cuối cùng chàng hiệp sĩ là người tắm trong nguồn suối, sau đó chàng quỳ xuống chân Amata và cầu xin "bàn tay và trái tim cô", và cô vui sướng chấp nhận nó. Mọi người đều có lời giải đáp cho khúc mắc của mình, mà không biết rằng nguồn suối này không hề có phép thuật trong nó.

### "Trái tim lông xù của chàng chiến tướng"
Câu chuyện nói về một chàng chiến tướng trẻ tuổi và đẹp trai quyết định không bao giờ yêu ai, do đó chàng sử dụng Nghệ thuật Hắc ám để giữ cho mình tình trạng miễn yêu. Gia đình chàng, với hy vọng chàng sẽ thay đổi, đã không đả động gì tới chàng. Tuy nhiên, một ngày nọ, chàng nghe được hai người hầu bàn tán về việc chàng không có vợ, do đó chàng quyết định tìm một cô phù thủy tài năng, giàu có và đẹp đẽ để cưới cô trước sự ganh tỵ của kẻ khác.
Chàng gặp cô gái này vào ngay hôm sau. Mặc dù cô gái vừa "vừa bị cuốn hút vừa bị dội ngược", chàng chiến tướng vẫn thuyết phục được cô đến ăn tối tại lâu đài của chàng. Trong bữa tối, cô nói với chàng cô cần biết chàng có một trái tim. Chàng chiến tướng chỉ cho cô thấy trái tim lông xù đang đập của chàng bên trong một cái tráp pha lê trong hầm tối. Cô phù thủy cầu xin chàng đặt nó trở lại ngực mình. Sau khi chàng chiến tướng làm điều đó, cô đã ôm chàng. Tuy nhiên, vì đã rời xa cơ thể quá lâu, trái tim chàng đã nảy sinh bản tính hung dữ vì nó đã dần suy đồi thành một con thú. Và do đó chàng bị sai khiến phải cướp được một trái tim con người đúng nghĩa. Chàng cướp lấy trái tim cô phù thủy để thay cho trái tim của mình, nhưng nhận ra rằng mình không còn có thể lấy trái tim lông xù ra khỏi lồng ngực, chàng dùng dao cắt trái tim của mình ra. Cuối cùng chàng và người thiếu nữ đều chết, trên hai tay chàng còn cầm hai quả tim.

### "Thỏ Lách chách và gốc cây Khanh khách"
Câu chuyện này kể về một ông vua muốn giữ tất cả phép thuật cho chính mình. Để làm được điều này ông cần phải giải quyết hai vấn đề: ông phải bắt và tống giam tất cả pháp sư trong vương quốc và ông phải học được pháp thuật. Ông thành lập một "Lữ đoàn Thợ săn Phù thủy" và đăng thông báo tuyển thầy dạy pháp thuật. Chỉ có một "gã thầy pháp láu cá" không có tí phép thuật nào xung phong xin việc. Gã thầy phép biểu diễn một vài mánh khóe lừa bịp trước mặt đức vua và bắt đầu đòi hỏi châu báu tiền bạc thì mới tiếp tục dạy. Tuy nhiên, vào một ngày nọ, mụ Lách chách, quan giặt giũ của nhà vua, đã cười lớn khi chứng kiến cảnh đức vua cố gắng thực hiện phép thuật bằng một cành cây bình thường. Việc này khiến đức vua yêu cầu gã pháp sư phải có mặt trong buổi biểu diễn pháp thuật công khai và cảnh cáo sẽ lấy đầu gã nếu có bất cứ ai cất tiếng cười. Gã pháp sư sau đó chứng kiến mụ Lách chách thực hiện phép thuật trong ngôi nhà của mụ. Gã đe dọa sẽ tố cáo mụ nếu mụ không giúp cho gã. Mụ đồng ý núp và giúp gã thực hiện phép thuật thay cho đức vua.
Trong buổi biểu diễn, thủ lĩnh của lữ đoàn nhờ vua làm sống lại con chó mới chết lúc sáng. Vì pháp thuật của Lách chách không thể làm cho cái chết sống lại, đám đông nghĩ rằng những trò trước đó đều là trò bịp. Gã pháp sư tố cáo mụ Lách chách, buộc tội mụ đã khóa các bùa chú. Mụ Lách chách bỏ chạy vào cánh rừng và biến mất vào một gốc cây già. Trong tuyệt vọng, gã pháp sư nói rằng mục đã biến thành "một thân cây già" và yêu cầu chặt hạ thân cây xuống.
Khi đám đông vừa rời khỏi, gốc cây bắt đầu khanh khách cười và khiến cho gã pháp sư bối rối. Cái cây lại khanh khách cười một lần nữa, yêu cầu đức vua không bao giờ được làm tổn thương đến bất cứ một phù thủy nào nữa, và phải dựng một bức tượng mụ Lách chách tại thân cây này để ghi nhớ về sự ngu ngốc của ông ta. Đức vua đồng ý và quay trở về cung điện. Sau đó, một "con thỏ già rắn rỏi" ngậm cây đũa phép trong miệng nhảy ra từ phía dưới gốc cây và rời khỏi vương quốc.

### "Chuyện kể về ba anh em"
Câu chuyện kể về ba anh em nọ, đang đi cùng nhau đến một con sông không có cách nào vượt qua, nhưng cả ba anh em đều tinh thông ma thuật.Họ hô biến ra một cây cầu ma thuật bắc qua sông. Qua nửa cây cầu, họ gặp Thần Chết, người đang rất tức giận vì vừa để phỗng tay trên ba nạn nhân mới. Thần giả vờ chúc mừng và trao cho mỗi người một điều ước để làm phần thưởng. Người anh lớn nhất đòi một cây đũa phép luôn giúp chủ nhân chiến thắng trong những trận đấu tay đôi. Người anh trai thứ hai đòi khả năng triệu người khác về từ cõi chết và Thần Chết đưa anh một hòn đá có khả năng phục sinh người chết. Người em út không tin Thần Chết và đòi một cách nào nó để không cho Thần Chết lần theo cậu. Thần Chết trao cho cậu chiếc Áo khoác Tàng hình của ông ta. Sau đó, ba anh em mỗi người đi một ngả.
Người anh cả, khoác lác về chiếc đũa phép đầy quyền lực của anh ta, đã bị cướp và bị giết khi đang ngủ. Người anh thứ hai sử dụng hòn đá của mình để triệu hồi người phụ nữ mà anh yêu quý, người đã chết đi trước khi anh kịp cưới nàng làm vợ. Tuy nhiên, nàng không thực sự đang sống và đầy buồn rầu. Anh đã tự tử để cùng đoàn tụ với nàng. Còn đối với người em út, Thần Chết không tài nào tìm thấy cậu ta, vì cậu cứ tàng hình sau chiếc áo của mình. Nhiều năm sau, cậu em bỏ tấm áo tàng hình ra và trao nó cho con trai của mình. Vui mừng vì thành quả của mình, cậu chào đón Thần Chết như một người bạn cũ và cùng thần ra đi "như hai kẻ đồng đẳng ngang tài".

## Đón nhận
Phó giám đốc nhà Sotheby Tiến sĩ Philip W. Errington đã mô tả bản viết tay là "một trong những cuốn văn học dành cho thiếu nhi thú vị nhất" đã từng qua tay nhà đấu giá này. Sau khi mua được cuốn sách, Amazon cũng đưa ra lời nhận xét, mô tả nó là "một kỳ quan được rút ra từ một cuốn tiểu thuyết".
The Times đã khen ngợi cuốn sách, gọi nó là những câu chuyện "vui vẻ, độc ác, khôn ngoan và say đắm" và so sánh chúng với Truyện cổ Grim, mặc dù The Telegraph ghi chú rằng chúng "sẽ không đáng chú ý nếu nó không có cái bóng của tác phẩm đằng sau nó" và rằng có một "chút nhồi nhét để đạt đến độ dài đáng nể".